# Тахара (Айті)

Таха́ра (яп. 田原市, たはらし, МФА: [tahaɾa ɕi̥]?) — місто в Японії, в префектурі Айті. Розташоване в південній частині префектури, на півострові Ацумі.   Виникло на основі середньовічного призамкового містечка самурайського роду Тода. В ранньому новому часі належало роду Міяке. Отримало статус міста 2003 року. Площа становить 188,81 км². Станом на 1 серпня 2011 року населення складало 63 880  осіб, густота населення — 338 осіб/км².  Основою економіки є рибальство, садівництво, харчова промисловість, автомобілебудування, комерція.  В місті розташовані мушлевий насип Йосіґо, де було знайдено рештки первісної людини періоду Джьомон; залишки Тахарського замку та багато пам'яток пов'язаних із японським голандознавцем і художником Ватанабе Кадзаном. 

## Квартали
- Айкава (相川町)